# Янаґава Сіґенобу II
Янаґава Сіґенобу II (д/н — після 1860) — японський художник періоду Едо.

## Життєпис
Походив з заможного самурайського роду. Третій син Сіґа Сатору, що обіймав високу адміністративну посаду в Осаці, був високоосвіченою людиною, знавцем класичної китайської та японської літератури. Про точну дату народження нічого невідомо. Спочатку мав ім'я Танісіро. Здобув гарну освіту під орудою батька, водночас зацікавився малюванням. Стає учнем художника Янаґава Сіґенобу, який на початку 1820-х років всиновив Танісіро, який узяв прізвище Янаґава. Після смерті вчителя у 1832 році останній змінив ім'я на Сіґенобу II.
Доволі швидко здобув успіх, займаючись не лише створенням гравюр, а й ілюструванням книг, а також продовжив традицію малювання суріномо (на кшталт вітальних листівок). Про особисте життя замало відомостей. Відомо, що створював гравюри й ілюстрації до 1860 року. Подальша доля невідома.

## Творчість
Найбільш рання відома робота Сигенобу, що представляє ілюстровану поетичну антологію, датована 1824 роком. Найбільш уславився як автор суріномо та роботою у жанрі бідзінга (зображення красунь). Улюбленим мотивом художника в сурімоно були красиві жінки, які грають на самісені, займаються каліграфією або складанням віршів (серія гравюр «Чудові жінки» (1852); зображення квітів і тварин. Малюнки супроводжувалися віршованими текстами, авторами яких були поети літературного об'єднання, очолюваного Наґане Сакуякутей, дуже популярним в той час автором кьока (жартівливих віршів). При цьому, поетичний і образотворчий лад сурімоно будувався на складній системі асоціацій, примушуючи глядача силою своєї уяви створити закінчений художній образ. Янаґава Сіґенобу II приділяв велику увагу промальовуванню одягу до найменших складочок.
Янаґава Сіґенобу II в розвиток традиції школи Кацусіка в жанрі бідзінга малював переважно представниць «веселих кварталів». Втім художник не надавав особливої уваги індивідуальним рисам жінок, яких зображував. Персонажі на його роботах більше нагадують якийсь «ідеальний» для самого Сіґенобу II образ японської красуні. Прикладом цього є чудова серія «Змагання квітів» (є поетичною алюзією до того, що прекрасних куртизанок і гейш в Японії називали «квітами». Тому, назва серії можна розуміти як «Змагання красунь»). Крім того, був автором робіт у жанрі сюнґа

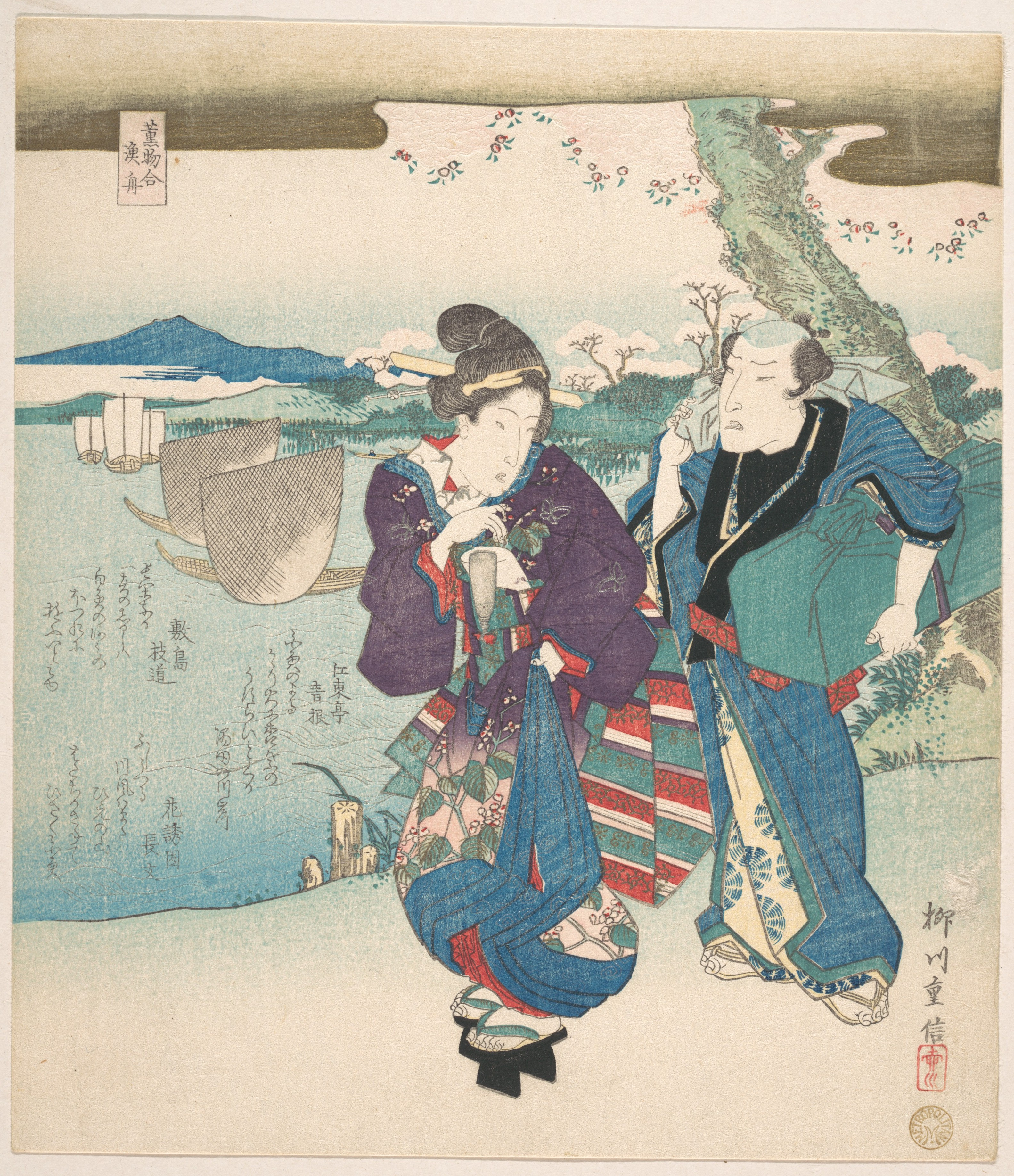
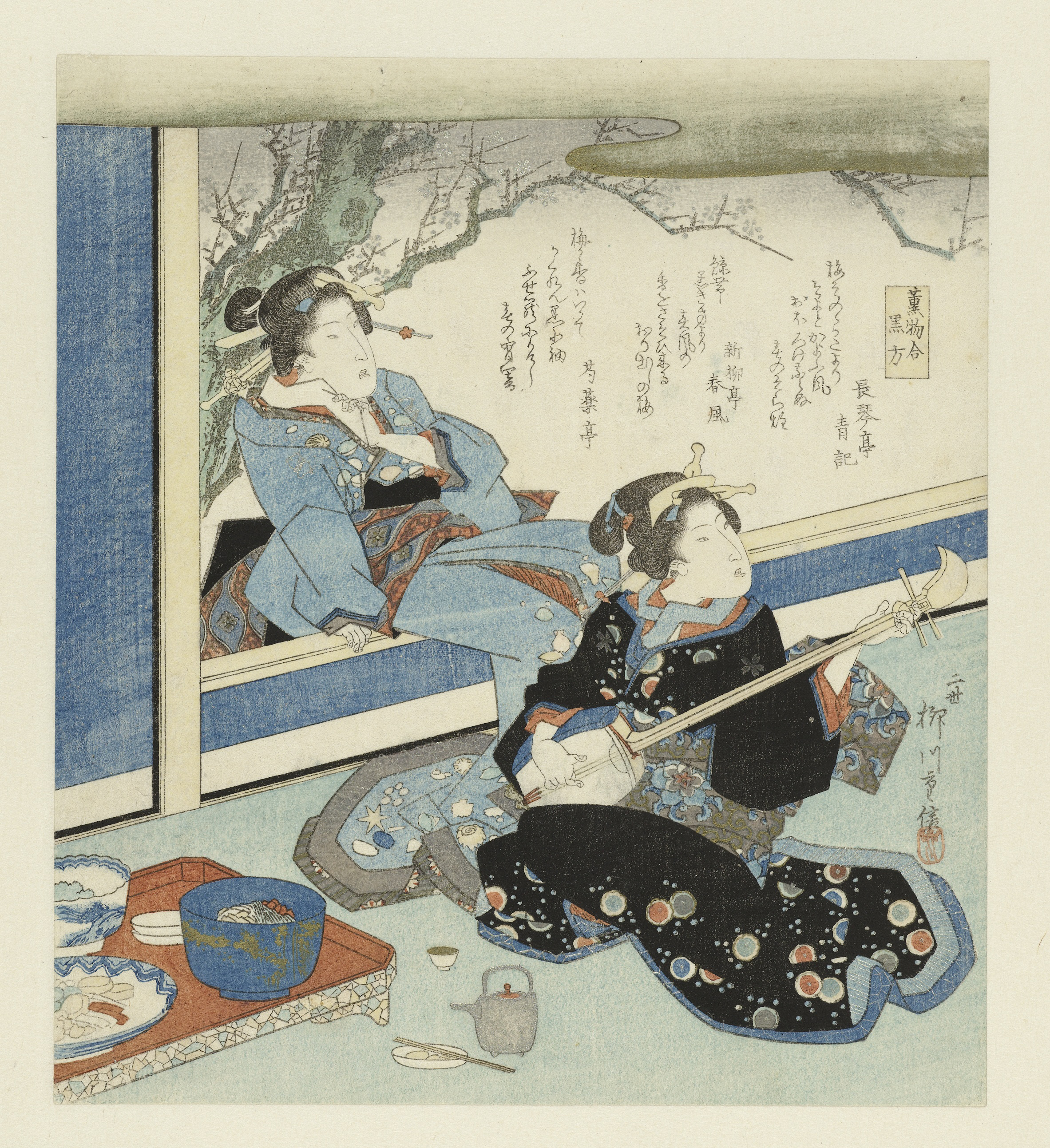
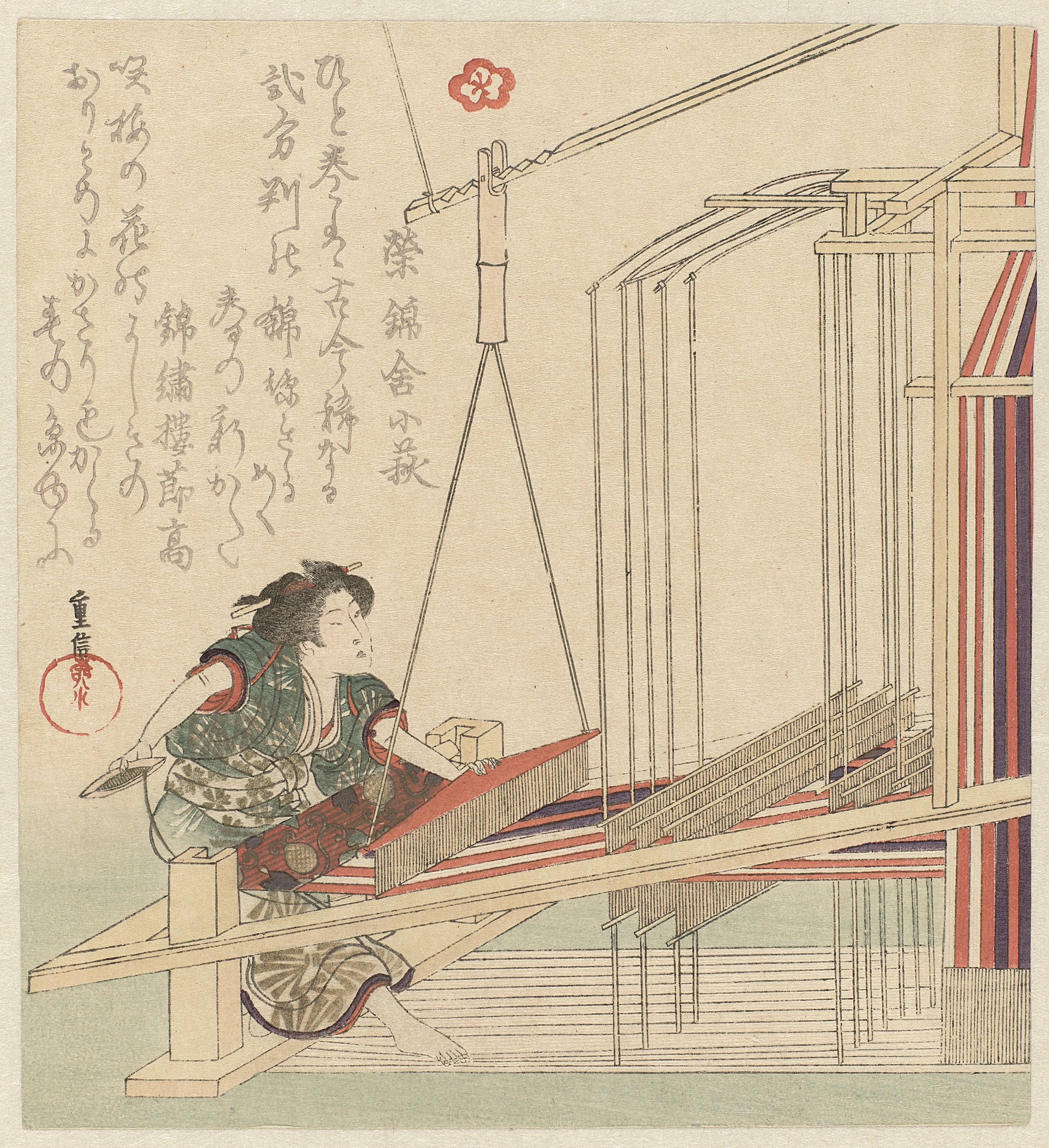
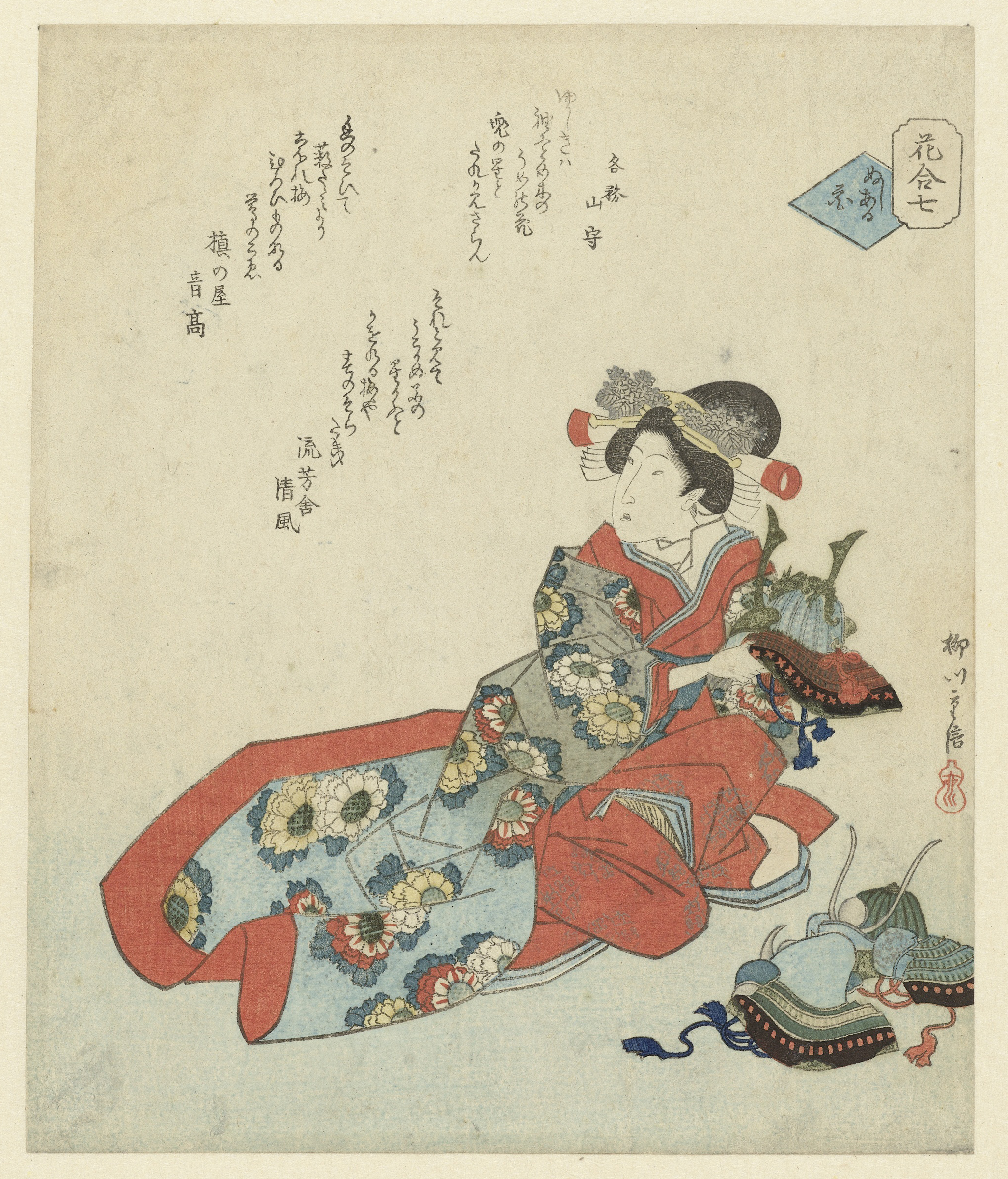
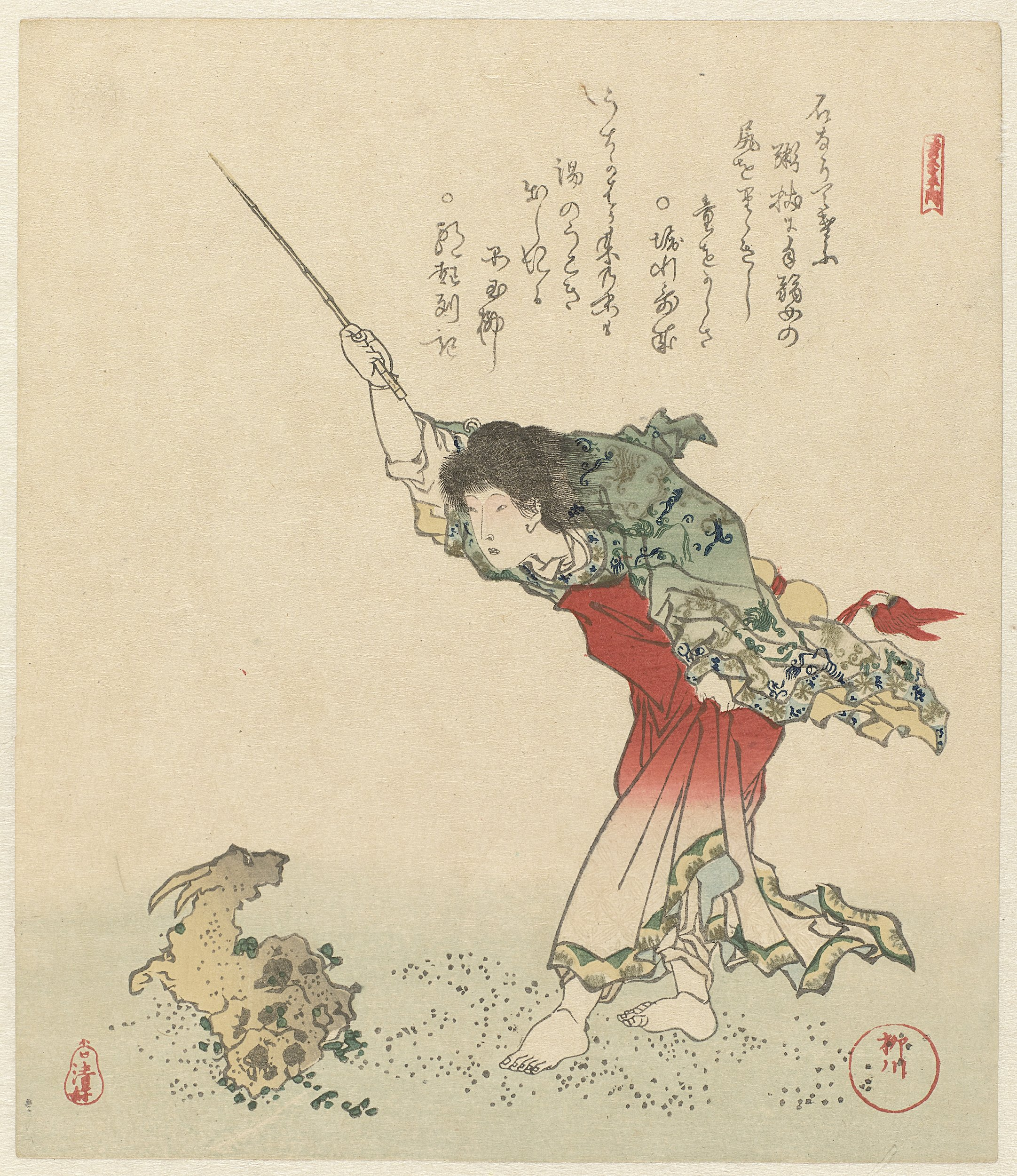
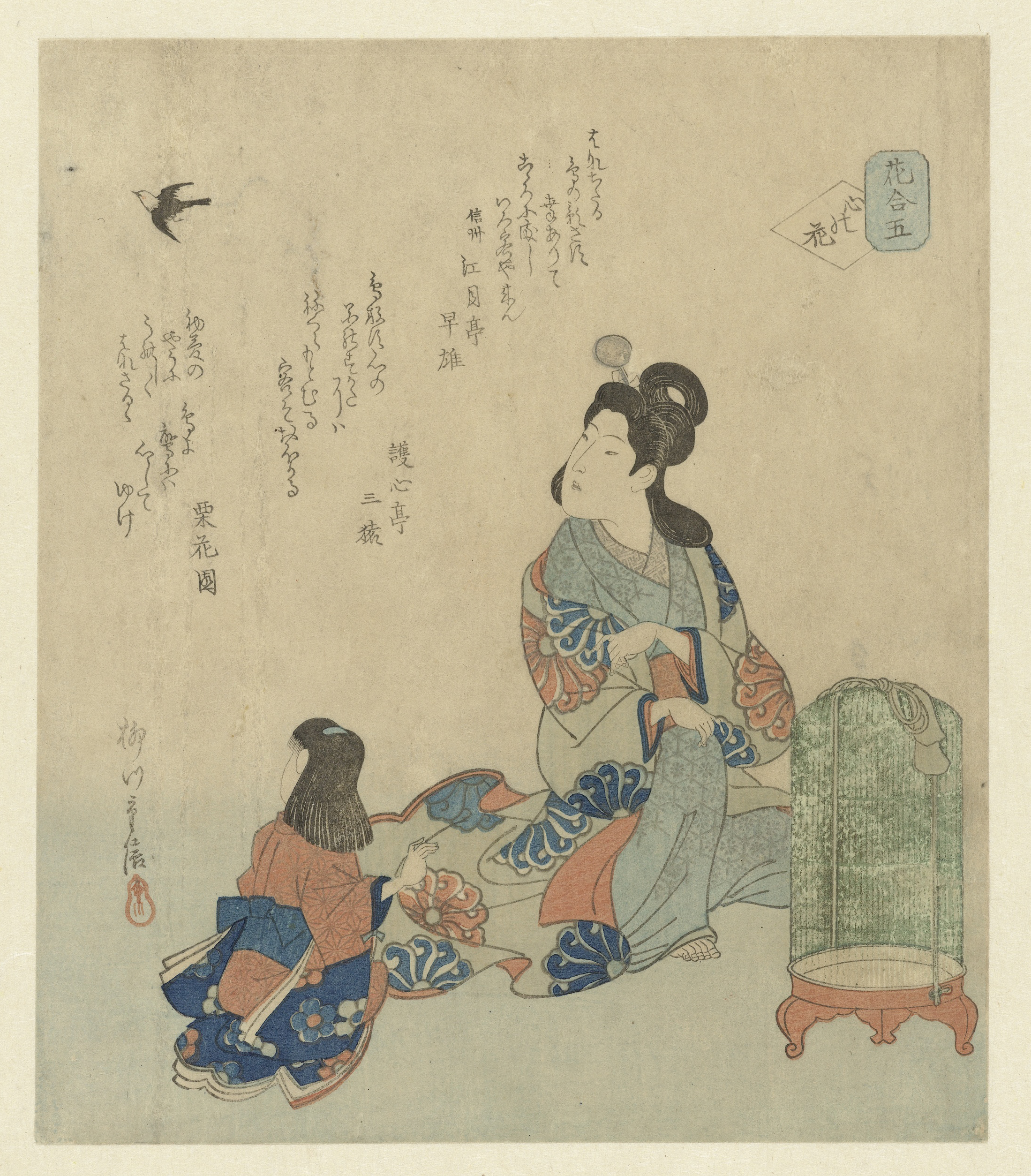
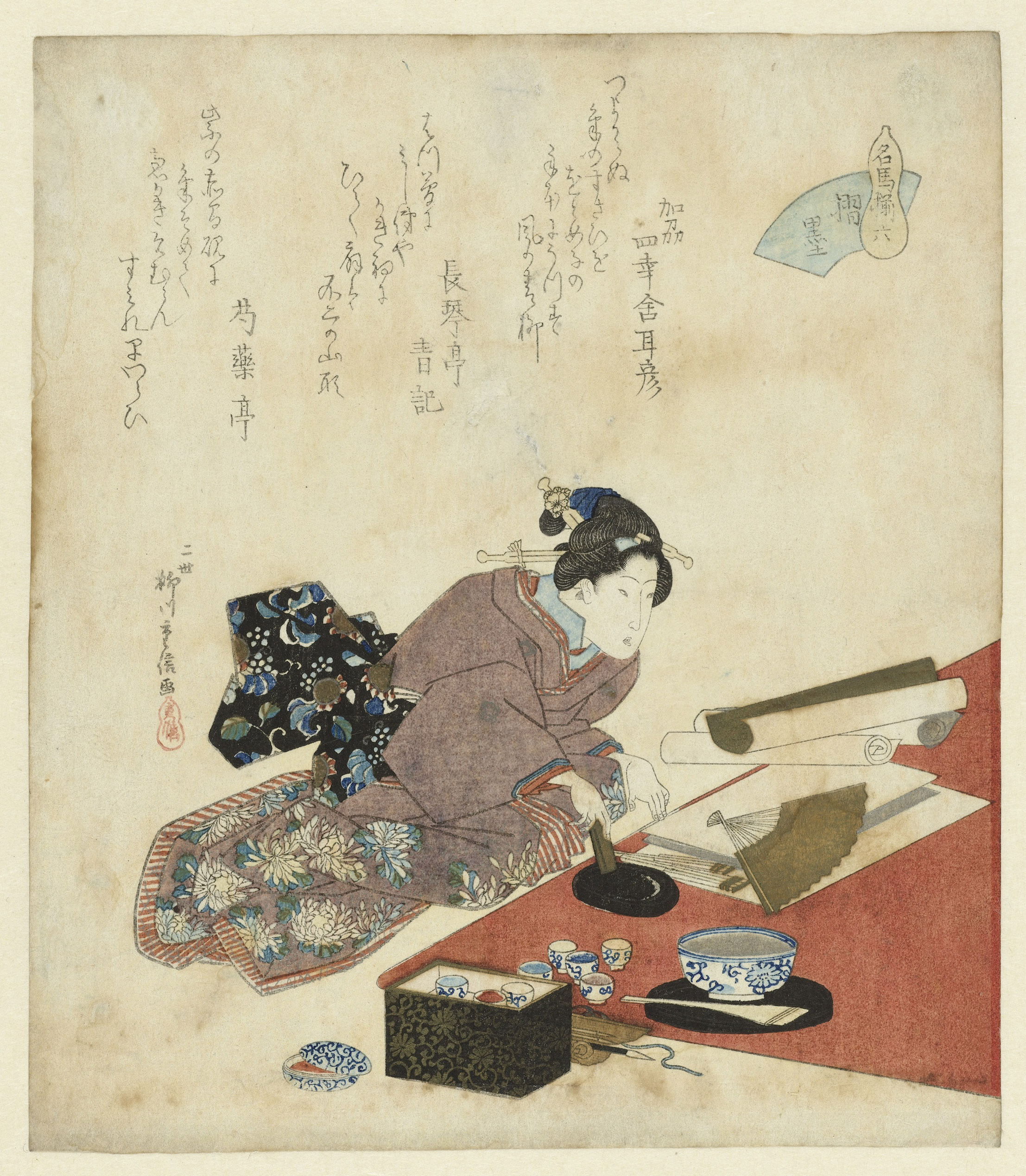